# Paul Turner
Paul Turner (n. 11 martie 1968 în Sunderland, Anglia) este un basist englez. Este basistul trupei britanice Jamiroquai.